# Pygocynorta
Pygocynorta is een geslacht van hooiwagens uit de familie Cosmetidae.
De wetenschappelijke naam Pygocynorta is voor het eerst geldig gepubliceerd door Roewer in 1925. 

## Soorten
Pygocynorta is monotypisch en omvat slechts de volgende soort:
- Pygocynorta festae